# 钱惪
钱惪（1906年—2006年），男，江苏江阴人，中国传染病学家、医学教育家，曾任上海第一医学院副院长，重庆医学院副院长、院长，重庆医科大学名誉校长，第六、七届全国人大代表。